# 11-Lovetch (circonscription électorale)
La circonscription électorale 11-Lovetch correspond à l'oblast du même nom et envoie 4 députés à l'Assemblée nationale de Bulgarie (5 avant 2023).

## Résultats électoraux

### Élections législatives de 2022
| Partis                 | Partis                                             | Voix    | %     | Sièges | +/-           | Élus (% valide au vote préférentiel)        |
| ---------------------- | -------------------------------------------------- | ------- | ----- | ------ | ------------- | ------------------------------------------- |
|                        | Coalition GERB-SDS                                 | 12 933  | 31,72 | 2      | 1             | Nikolay Nankov (68,74) et Gueorg Gueorguiev |
|                        | Nous continuons le changement                      | 7 323   | 17,96 | 1      | en stagnation | Iskren Arabadzhiev (80,62%)                 |
|                        | BSP pour la Bulgarie                               | 4 929   | 12,09 | 1      | en stagnation | Vyara Yordanova (66,28%)                    |
|                        | Mouvement des droits et des libertés               | 3 858   | 9,46  | 1      | en stagnation | Stanislav Anastassov (71,41%)               |
|                        | Renaissance                                        | 3 525   | 8,65  | 0      | en stagnation |                                             |
|                        | Bulgarie démocratique                              | 1 790   | 4,39  | 0      | en stagnation |                                             |
|                        | Il y a un tel peuple                               | 1 628   | 3,99  | 0      | 1             |                                             |
|                        | Réveil bulgare                                     | 1 346   | 3,30  | 0      | Nv.           |                                             |
|                        | Debout.BG ! Nous arrivons !                        | 381     | 0,93  | 0      | en stagnation |                                             |
|                        | VMRO - Mouvement national bulgare                  | 321     | 0,79  | 0      | en stagnation |                                             |
|                        | Union nationale Attaque                            | 153     | 0,38  | 0      | en stagnation |                                             |
|                        | Bulgarie juste                                     | 149     | 0,37  | 0      | en stagnation |                                             |
|                        | Mouvement des candidats indépendants               | 146     | 0,36  | 0      | en stagnation |                                             |
|                        | Russophiles pour le renouveau de la patrie         | 142     | 0,35  | 0      | en stagnation |                                             |
|                        | Social-démocratie bulgare - EuroGauche             | 136     | 0,33  | 0      | en stagnation |                                             |
|                        | Union bulgare pour la démocratie directe           | 88      | 0,22  | 0      | en stagnation |                                             |
|                        | Coalition pour toi Bulgarie                        | 86      | 0,21  | 0      | en stagnation |                                             |
|                        | Démocratie directe                                 | 80      | 0,20  | 0      | en stagnation |                                             |
|                        | Voix du peuple                                     | 79      | 0,19  | 0      | en stagnation |                                             |
|                        | Mouvement national - Unité                         | 66      | 0,16  | 0      | Nv.           |                                             |
|                        | Morale, Initiative et Patriotisme                  | 51      | 0,13  | 0      | en stagnation |                                             |
|                        | Front national pour le salut de la Bulgarie        | 49      | 0,12  | 0      | en stagnation |                                             |
|                        | La Bulgarie du travail et de l'intelligence        | 48      | 0,12  | 0      | en stagnation |                                             |
|                        | Parti populaire - La Vérité et seulement la vérité | 41      | 0,10  | 0      | Nv.           |                                             |
|                        | Union conservatrice de la droite                   | 35      | 0,09  | 0      | en stagnation |                                             |
|                        | Union nationale bulgare - Nouvelle démocratie      | 33      | 0,08  | 0      | en stagnation |                                             |
|                        | Pravoto                                            | 30      | 0,07  | 0      | en stagnation |                                             |
|                        | Unification nationale bulgare                      | 21      | 0,05  | 0      | en stagnation |                                             |
|                        | « Aucun de ces choix »                             | 1 300   | 3,19  | –      | –             | –                                           |
|                        |                                                    |         |       |        |               |                                             |
| Suffrages exprimés     | Suffrages exprimés                                 | 40 767  | 99,47 |        |               |                                             |
| Votes nuls             | Votes nuls                                         | 219     | 0,53  |        |               |                                             |
| Total                  | Total                                              | 40 986  | 100   | 5      | en stagnation | –                                           |
| Abstentions            | Abstentions                                        | 75 963  | 64,95 |        |               |                                             |
| Inscrits/Participation | Inscrits/Participation                             | 116 949 | 35,05 |        |               |                                             |

### Élections législatives de 2023
| Partis                 | Partis                                                | Voix    | %     | Sièges | +/-           | Élus               |
| ---------------------- | ----------------------------------------------------- | ------- | ----- | ------ | ------------- | ------------------ |
|                        | Coalition GERB-SDS                                    | 13 657  | 33,21 | 1      | 1             | Nikolay Nankov     |
|                        | Nous continuons le changement - Bulgarie démocratique | 7 794   | 18,95 | 1      | en stagnation | Iskren Arabadzhiev |
|                        | Renaissance                                           | 5 401   | 13,13 | 1      | 1             | Nikolay Drenchev   |
|                        | BSP pour la Bulgarie                                  | 4 982   | 12,11 | 1      | en stagnation | Irena Anastasova   |
|                        | Mouvement des droits et des libertés                  | 2 832   | 6,89  | 0      | 1             |                    |
|                        | Il y a un tel peuple                                  | 1 634   | 3,97  | 0      | en stagnation |                    |
|                        | Réveil bulgare                                        | 1 016   | 2,47  | 0      | en stagnation |                    |
|                        | La Gauche !                                           | 778     | 1,89  | 0      | en stagnation |                    |
|                        | Hors de l'UE et de l'OTAN                             | 172     | 0,42  | 0      | en stagnation |                    |
|                        | Ensemble                                              | 165     | 0,40  | 0      | en stagnation |                    |
|                        | Bulgarie neutre                                       | 157     | 0,38  | 0      | en stagnation |                    |
|                        | Parti populaire - La Vérité et seulement la vérité    | 114     | 0,28  | 0      | en stagnation |                    |
|                        | Mouvement national pour la stabilité et le progrès    | 83      | 0,20  | 0      | en stagnation |                    |
|                        | Morale, Initiative et Patriotisme                     | 73      | 0,18  | 0      | en stagnation |                    |
|                        | Voix du peuple                                        | 67      | 0,16  | 0      | en stagnation |                    |
|                        | Union conservatrice de la droite                      | 66      | 0,16  | 0      | en stagnation |                    |
|                        | Unification nationale bulgare                         | 38      | 0,09  | 0      | en stagnation |                    |
|                        | Union nationale bulgare - Nouvelle démocratie         | 32      | 0,08  | 0      | en stagnation |                    |
|                        | Social-démocratie bulgare - EuroGauche                | 30      | 0,07  | 0      | en stagnation |                    |
|                        | Union bulgare pour la démocratie directe              | 22      | 0,05  | 0      | en stagnation |                    |
|                        | Parti socialiste - Voie bulgare                       | 10      | 0,02  | 0      | en stagnation |                    |
|                        | Indépendant                                           | 286     | 0,70  | 0      | Nv.           |                    |
|                        | « Aucun de ces choix »                                | 1 717   | 4,17  | –      | –             | –                  |
|                        |                                                       |         |       |        |               |                    |
| Suffrages exprimés     | Suffrages exprimés                                    | 41 126  | 97,99 |        |               |                    |
| Votes nuls             | Votes nuls                                            | 844     | 2,01  |        |               |                    |
| Total                  | Total                                                 | 41 970  | 100   | 4      | 1             | –                  |
| Abstentions            | Abstentions                                           | 74 156  | 63,86 |        |               |                    |
| Inscrits/Participation | Inscrits/Participation                                | 116 126 | 36,14 |        |               |                    |